# Athénée royal d'Uccle 1
 (février 2023).
Si vous disposez d'ouvrages ou d'articles de référence ou si vous connaissez des sites web de qualité traitant du thème abordé ici, merci de compléter l'article en donnant les références utiles à sa vérifiabilité et en les liant à la section « Notes et références ».
L’Athénée royal d'Uccle 1, ou l'ARU1, est un athénée bruxellois de la commune d'Uccle.
L'école assure l'enseignement fondamental et secondaire et est organisée par Wallonie-Bruxelles Enseignement.
L'ARU1 gère également un internat annexé pour jeunes filles.

## Histoire
En 1930, à l’instigation du conseil communal d’Uccle soucieux de corriger l’absence d’enseignement secondaire officiel dans la commune, l'Athénée communal d'Uccle (ancienne dénomination de l’Athénée royal d'Uccle 1) voit le jour. Il occupe le château construit au XVIIIe siècle par la famille Vanderborght, situé dans le bas du Parc de Wolvendael. Le château abrite, actuellement, l'École d'art d'Uccle.
En 1948, l'Athénée est repris par l'État et devient l'Athénée royal d'Uccle.
Cette école a été construite par l'architecte Henri Jacobs  dans un style art nouveau, le bâtiment est classé depuis 2008.
Lorsque l'Athénée royal d'Uccle 2, situé près de la gare de Linkebeek, est créé, l'Athénée royal d'Uccle prend sa dénomination définitive : Athénée royal d'Uccle 1.

## Galerie

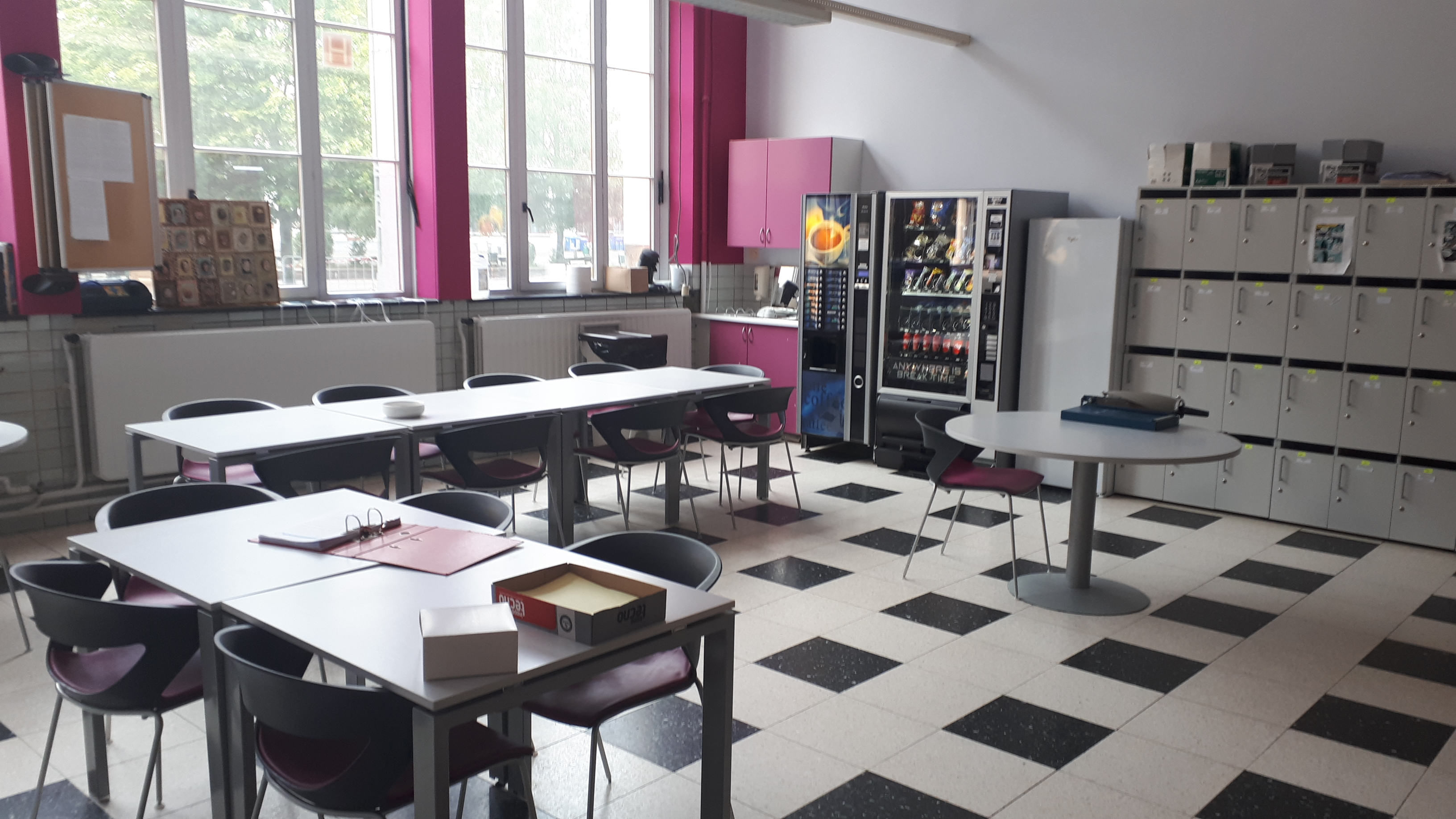
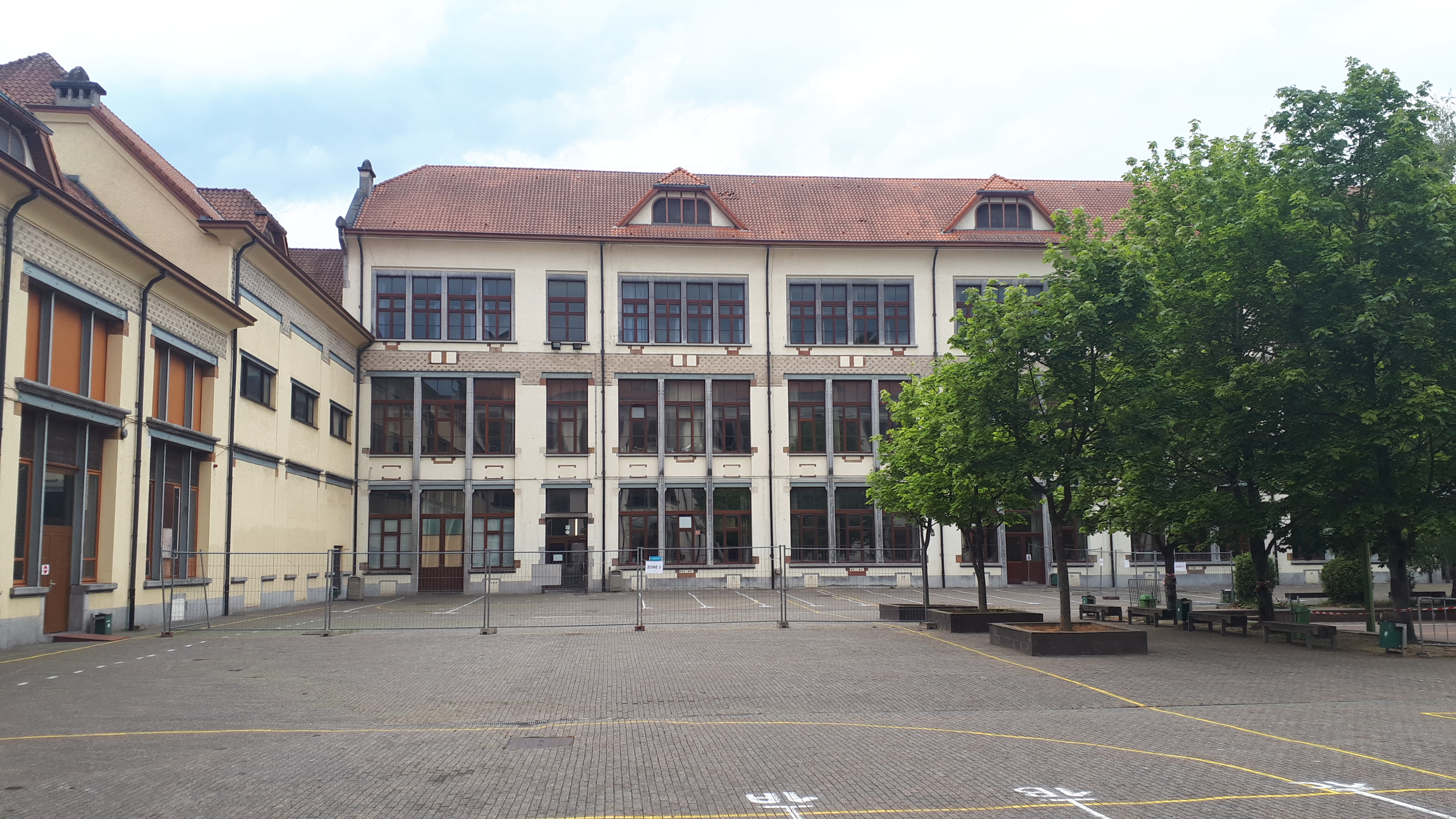
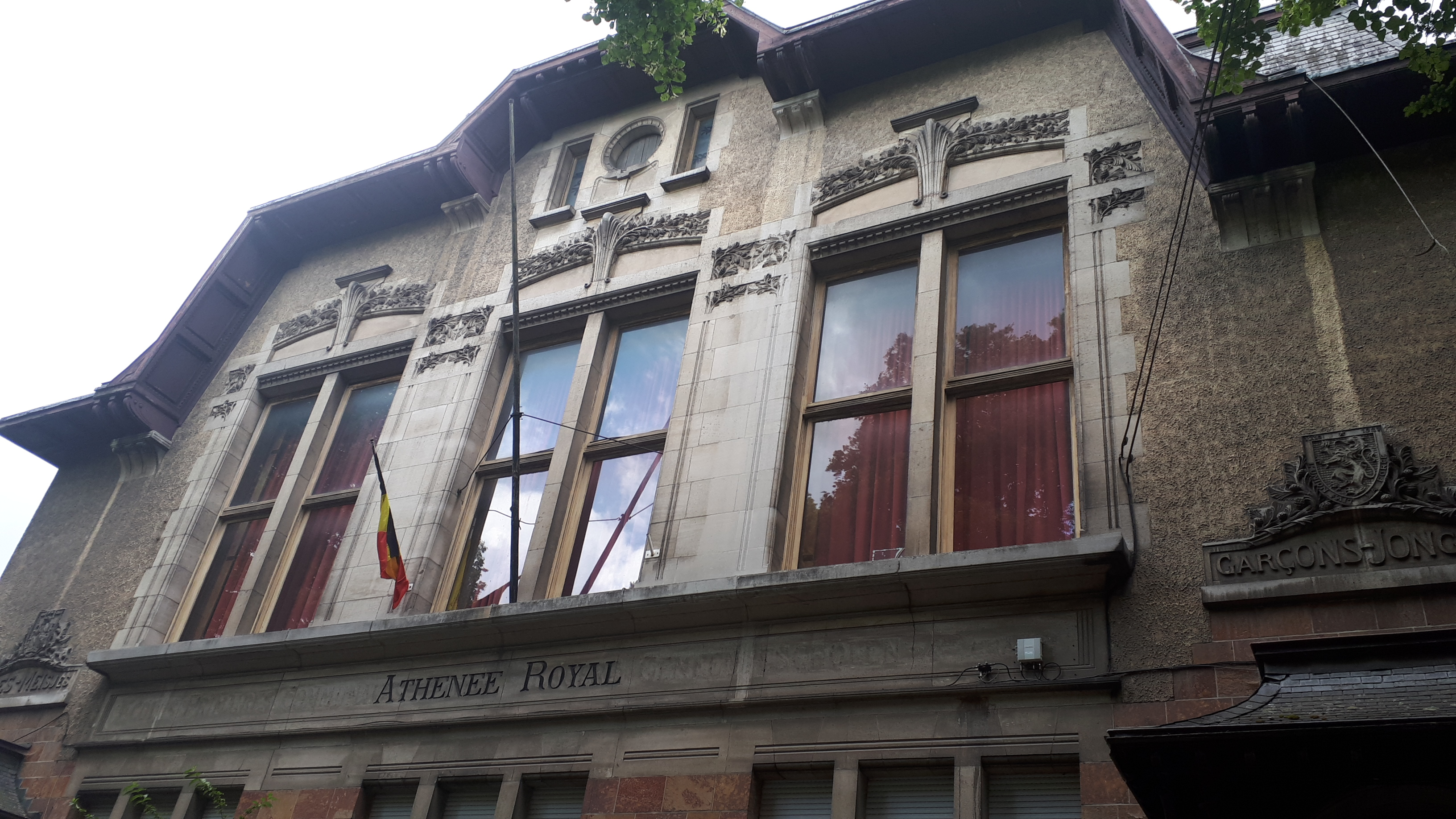

## Anciens élèves
- Marianne Basler[4] , comédienne
- Alain Leempoel [4], comédien
- Youra Livchitz[5] , médecin et résistant
- Philippe Roberts-Jones , écrivain, poète, historien et académicien
- Shadi Torbey [6], chanteur lyrique
- Jean Van Hamme[7] , scénariste de bandes dessinées